# 群馬県立太田高等学校
群馬県立太田高等学校（ぐんまけんりつ おおたこうとうがっこう）は、群馬県太田市西本町に所在する県立男子高等学校。

## 概観
略称は「太高」（たこう・たたか）。職員やOBの一部は「たこう」と称しているが、近接する群馬県立太田工業高等学校（太工）と区別するため生徒のほとんどは「たたか」と略す。
かつては男女共学の定時制課程が設置されていたが、平成19年度卒業生をもって定時制は廃止。現在、全日制は1学年7学級、定員は280名。制服は一般的な詰め襟の学生服に校章の書かれたボタンと襟にOHSと書かれたバッジをつける。
同窓会は「金山（きんざん）同窓会」と称する。
構内に「稲荷山古墳」と呼ばれる古墳がある。

## 学科
- 全日制課程
  - 普通科

## 沿革
- 1897年（明治30年） - 群馬県尋常中学校（現・群馬県立前橋高等学校）新田分校として、新田郡太田町（現・太田市）長念寺の仮校舎で開校。
- 1898年（明治31年） - 新校舎落成、現在地（太田市西本町）へ移転。
- 1900年（明治33年） - 群馬県太田中学校と改称、独立。
- 1900年（明治33年） - 運動会発足（1905年に校友会に改称）。
- 1901年（明治34年） - 邑楽郡館林町（現・館林市）に邑楽分校（現・群馬県立館林高等学校）を設置、群馬県立太田中学校と改称。
- 1902年（明治33年） - 同窓会発足
- 1904年（明治37年） - 校歌制定（土井晩翠 作歌・楠美恩三郎 作曲）。
- 1912年（明治45年） - 邑楽分校廃止。
- 1948年（昭和23年） - 群馬県立太田高等学校と改称、定時制を開校し、本校および木崎分校（新田郡木崎町／現・太田市）設置。
- 1950年（昭和25年） - 邑楽郡大川村（現・邑楽郡大泉町）に定時制大川分校を設置。
- 1957年（昭和32年） - 大川分校を大泉分校と改称、創立六十周年記念式典を挙行。
- 1961年（昭和36年） - 木崎分校廃止。
- 1983年（昭和58年） - 大泉分校廃止。
- 1987年（昭和62年） - 創立九十周年記念式典を挙行、「太田高校九十年史」刊行。
- 1997年（平成9年） - 創立百周年記念式典を挙行、記念講演に石原信雄を招待、記念誌「金山麓 やまざる流れ」および「学校歌集」刊行。
- 1998年（平成10年) -定時制課程創立五十周年。記念講演に柳家せん八、10代目翁家さん馬を招待。
- 2007年（平成19年） - 創立百十周年記念式典を挙行、記念講演に宮崎緑を招待。
- 2007年（平成19年） - 普通教室にエアコン設置。
- 2008年（平成20年） - 定時制を廃止。
- 2008年（平成20年） - 創立百十一周年記念式典を挙行、記念講演に宮永博史を招待。
- 2009年（平成21年） - 創立百十二周年記念式典を挙行、記念講演に大澤正明を招待。
- 2017年（平成29年) -創立百二十周年記念式典を太田市民会館にて挙行、記念公演、および高座に立川談四楼を招待。記念誌刊行。

## 校章
三種の神器の一つ、八咫鏡に「太高」（旧制は「太中」）の文字を配す。

## 校歌
校歌（1904年制定）は甲・乙があり、いずれも作詞は土井晩翠、作曲は楠美恩三郎が行っている。旧制中学時代の歌詞と現在の歌詞とを比べると「太田中学」が「太田高校」に書き換えられただけである。この校歌は日本で作られた校歌の中で最も古いものとされている。
初代校長の三浦菊太郎が同じ旧制第二高等学校に通っていた土井晩翠、楠美恩三郎に作詞作曲を依頼。土井は一度も太田中学（現太田高校）には来られず、当時の社会科教師新井信示が地図を送り、その地図を参考に作詞した。その後、土井が別件でこの地を訪れた際（1942年5月6日）、急遽講演を開催することとなった。講演の際に当時の矢野校長も「土井（どい）晩翠先生」と発音したが、土井本人は「『つちい』と申します。」と言い、生徒たちがどよめいたという。土井によると土井の出身地である東北地方では「つちい」という発音は非常にしづらく「どい」に改名したいうことであった。講演の後、全校生徒で校歌（乙）を斉唱した。その際、土井は直立したまま四十年前に自身が作詞した学校の校歌を感慨深げにじっと伏せ目がちに耳を傾けていたという。
なお、土井の読みを本人から指摘された1942年以降、太田中学・太田高校では、土井晩翠は正しくは「つちいばんすい」と語り継がれ、現在でもそのように読むのが慣例となっている。
現在では、朝の始業時と夕の終業時には校歌（乙）が校内放送にて放送される。歌唱は岩下利雄（中46卒，太田高校教諭（国語、音楽））によるものである。

### 校歌（甲）行軍歌
明治37年（1904年）制定
- 第二高等学校教授 土井晩翠 作詞
- 東京音楽学校助教授 楠美恩三郎 作曲

一、みどり常盤の金山の　頂き高き神鎮め
　　麓は太田朽ちぬ名を　永く母校にとめしめよ
二、大空映し花浮かし　流れて遠き大河や
　　日に夜に止まぬいそしみの　教へを汲まん利根の水
三、這い伏す地より身を起せ　奮へと宣るか高き影
　　六千余尺雲の上に　たてる雄々しの大赤城
四、浅間ヶ嶽の二十余里　立つか眺も遠烟
　　空をも焼かん青春の　燃えたつ意気を比べよと
五、諭しは然かぞ金山の　麓に集ふ九百の
　　子等よ努めよ朽ちせぬ名　常久に母校にとめん為

### 校歌（乙）式場歌
明治37年（1904年）制定
- 第二高等学校教授 土井晩翠 作詞
- 東京音楽学校助教授 楠美恩三郎 作曲

一、赤城浅間を軸として　八州の野の開く端
　　貫き走る大利根の　岸は母校のたつところ
　　やまざる流高き山　無言の教あゝ彼に
二、操はしるき中黒の　旗の嵐に飛びし場
　　坂東武者の代々つぎて　雄たけび高くゆりし郷
　　太田高校高き名を　伝へむ責はあゝ我に

## 応援歌
- 時は来たれり
- 愉快だね節
- チャンス太田（作・高木規夫 昭和42年卒業 三代応援団長）
- 行進曲「OHS」（作・浅沼義則 昭和43年卒業 四代応援団長）
- 覇者の誉れ
- 逍遥歌（飯田邦夫 作詞）

## 特徴

### 行事
二年に一回に文化祭（太高祭、たこうさい）、対抗戦（本戦）が行われる。また、対抗戦（部戦）は毎年行なわれていた。(対抗戦は2021年、足利高校の共学化に伴い廃止)
現在は対抗戦の代わりとして煌斌祭が行われている。
なお、かつては対抗戦（本戦）、太高祭、体育祭を3年周期で実施していた。そのため、それぞれの頭文字の「T」をとり「3Tサイクル」と称していた。
対抗戦
隣接する栃木県足利市にある栃木県立足利高等学校[旧]との間で毎年開催されていた。両校はともに「質実剛健、文武両道」を校風として掲げていて、学習面や部活動面などでも常に良きライバル関係にある。本戦の年は一回交代で相手の高校を訪れ、足利高校は足利氏の旗（足利二つ引両）を、太田高校は新田氏の旗（新田一つ引両、大中黒）を掲げつつ、さまざまな種目で競い合う。それ以外の年は、部活動同士の部戦が行われる。また、2018年までの戦歴は足利高校ウェブサイトにて確認できる。
太高祭
3日間にわたり様々な出し物が出される。1日目は仮装行列と題し、各クラスの生徒がそれぞれのテーマを決めて仮装し市内を回る。2、3日目は校内で各クラスの出し物が行われ、各部活動では出店が開かれる。なお、出店での収益は部活動の予算として計上される。
体育祭
基本的に各生徒はトラック競技（15人16脚、スウェーデンリレー、いかだタイムアタック、団対抗リレー）から一種目、フィールド競技（大縄、綱引き、棒倒し、騎馬戦）から二種目を選択して行う。クラスがそのまま団となり、点数を争う。そのうちスウェーデンリレー、団対抗リレー、棒倒し、騎馬戦については団対抗で戦い、その他の競技はクラス別となる。順位は団とクラス別々に発表される。また、応援合戦については各団3分の所定時間の中に、応援歌である「時は来たれり」を必ずいれ、様々な方法でアピールする。なお、現在は行われていない。
マラソン大会
太田市運動公園とSUBARU（旧富士重工業）大泉工場の周辺、約8kmを全校生徒が一斉に走り順位を競う。交通事情の変化により、現在では開催されていない。
球技大会
2日半の間、バレーボール、バスケットボール、サッカー、ソフトボール、卓球、テニスの6種目について全学年の全クラス、及び職員チームの計22チームで行なわれる。トーナメント方式によって行なわれ、各チームの得点によって総合順位が決定する。

### 施設
- 稲荷山古墳：敷地内に「稲荷山古墳」という古墳が存在する（詳細は後述）。
- 記念碑等：創立100周年記念事業として設置された校名石碑（小山五郎揮毫）、スパイラルコンストラクション（森下巳作）、青年の譜（脇谷幸正作）などがある。
- 学習室：二階に存在する。130席ある学習室は一年中（7:00～19:00）使用する事ができ、多くの学生が利用している。ただし高校入試にあたる日は使用できない。また、授業がある生徒も利用が出来ない。学習室内では飲食が禁止されているが、学習室を一歩でると飲食ができる空間がある。
- 同窓会館：創立100周年記念事業によって改装され、一階は学生食堂、二階は研修室、三階は合宿施設となっている。二階には創立の鐘と呼ばれる、アメリカ合衆国イリノイ州ヒルズバロで鋳造された鐘がある。

### その他
- 1997年に創立100周年記念式典が挙行され、創立100周年記念誌「金山麓 やまざる流れ」「学校歌集」も発行された。
- 2004年度より、文部科学省のサイエンス・パートナーシップ・プログラム (SPP) に参加している。
- 2007年度、エアコンの設置に伴い全校生徒に太田高校の校章が印刷されたエコバッグ（マイバッグ）とアサガオ、ニガウリの種を配布した。

## 稲荷山古墳
学校の敷地内に存在する円墳で、古墳のある学校は全国的にも珍しく、学校のシンボルになっている。校舎は古墳を避けるように直角に曲がっているため、1階から4階までの西側の2教室は他の教室と少し離れた構造になっている。生徒会誌「いなり山」はここからとられた。いなり山掲載の生徒の創作では度々重要施設として登場する。埋葬施設、埴輪の有無等は未調査のため不明。

## 歴代校長

### 群馬県尋常中学校新田分校時代（新田分校主任）
| 代    | 氏名       | 在任期間                         | 前職                         | 後職等                   | 備考 |
| ----- | ---------- | -------------------------------- | ---------------------------- | ------------------------ | ---- |
| 初 代 | 木寺柳次郎 | 明治30年4月1日 ～明治32年3月31日 | 東京帝国大学文科大学国史学科 | 埼玉県立第四尋常中学校長 |      |
| 第2代 | 関沢純三   | 明治32年4月5日 ～明治33年3月26日 | 群馬県尋常中学校新田分校教諭 | 退職                     |      |

### 群馬県太田中学校として独立以降～
| 代     | 氏名         | 在任期間                           | 前職                               | 後職等                     | 備考    |
| ------ | ------------ | ---------------------------------- | ---------------------------------- | -------------------------- | ------- |
| 初代   | 三浦菊太郎   | 明治33年4月1日 ～大正3年5月1日     | 東京帝国大学文科大学               | 大阪府立岸和田中学校長     |         |
| 第2代  | 角田傳       | 大正3年5月2日 ～大正9年5月2日      | 群馬県立藤岡中学校長               | 退職                       |         |
| 第3代  | 巣山了然     | 大正9年5月3日 ～大正13年1月14日    | 北海道庁立函館中学校長             | 群馬県立高崎中学校長       |         |
| 第4代  | 上岡市太郎   | 大正13年1月15日 ～大正14年9月29日  | 群馬県立高崎商業学校長             | 群馬県立高崎中学校長       |         |
| 第5代  | 湯沢徳治     | 大正14年9月30日 ～昭和8年9月29日   | 群馬県立渋川中学校長               | 群馬県立高崎中学校長       | 中3卒   |
| 第6代  | 中曽根都太郎 | 昭和8年9月30日 ～昭和10年8月16日   | 群馬県立桐生中学校長               | 退職                       |         |
| 第7代  | 柏木広吉     | 昭和10年8月17日 ～昭和17年1月9日   | 群馬県立藤岡中学校長               | 群馬県立前橋中学校長       |         |
| 第8代  | 矢野嘉重郎   | 昭和17年1月10日 ～昭和21年3月30日  | 群馬県立富岡中学校長               | 群馬県立高崎高等女学校長   |         |
| 第9代  | 新井金次郎   | 昭和21年3月31日 ～昭和25年6月30日  | 群馬県立富岡中学校長               | 在職中のまま逝去           |         |
| 第10代 | 飯田与惣雄   | 昭和25年6月31日 ～昭和33年3月31日  | 群馬県立太田女子高等学校長         | 退職                       | 中15卒  |
| 第11代 | 平野武夫     | 昭和33年4月1日 ～昭和37年3月31日   | 群馬県立桐生高等学校長             | 退職                       |         |
| 第12代 | 笠原治久     | 昭和37年4月1日 ～昭和40年3月31日   | 群馬県立館林高等学校長             | 群馬県立前橋女子高等学校長 | 中25卒  |
| 第13代 | 岸恒雄       | 昭和40年4月1日 ～昭和42年10月18日  | 群馬県立藤岡高等学校長             | 退職                       |         |
| 第14代 | 林袈裟雄     | 昭和42年10月19日 ～昭和47年3月31日 | 群馬県立尾島女子高等学校長         | 退職                       |         |
| 第15代 | 永井米夫     | 昭和47年4月1日 ～昭和49年3月31日   | 群馬県立桐生高等学校長             | 退職                       |         |
| 第16代 | 小此木達夫   | 昭和49年4月1日 ～昭和54年3月31日   | 群馬県立高崎商業高等学校長         | 群馬県立高崎女子高等学校長 |         |
| 第17代 | 安田俊雄     | 昭和54年4月1日 ～昭和56年3月31日   | 群馬県立吾妻高等学校長             | 群馬県立高崎女子高等学校長 |         |
| 第18代 | 山口澄夫     | 昭和56年4月1日 ～昭和59年3月31日   | 群馬県立館林高等学校長             | 退職                       | 中40卒  |
| 第19代 | 小松原功男   | 昭和59年4月1日 ～昭和62年3月31日   | 群馬県立西邑楽高等学校長           | 退職                       | 中43卒  |
| 第20代 | 若槻繁隆     | 昭和62年4月1日 ～昭和63年3月31日   | 群馬県立桐生女子高等学校長         | 退職                       | 中44⑤卒 |
| 第21代 | 森下功       | 昭和63年4月1日 ～平成3年3月31日    | 群馬県立安中高等学校長             | 退職                       | 中47卒  |
| 第22代 | 髙井求       | 平成3年4月1日 ～平成6年3月31日     | 群馬県教育委員会青少年課長         | 退職                       | 高7卒   |
| 第23代 | 正田喜久     | 平成6年4月1日 ～平成9年3月31日     | 群馬県立伊勢崎東高等学校長         | 退職                       | 高10卒  |
| 第24代 | 小林克茂     | 平成9年4月1日 ～平成12年3月31日    | 群馬県立館林女子高等学校長         | 群馬県立高崎高等学校長     | 高17卒  |
| 第25代 | 清水秀機     | 平成12年4月1日 ～平成15年3月31日   | 群馬県立前橋東高等学校長           | 退職                       | 高16卒  |
| 第26代 | 坂爪睦郎     | 平成15年4月1日 ～平成16年3月31日   | 群馬県立桐生女子高等学校長         | 群馬県立前橋高等学校長     |         |
| 第27代 | 下山萬吉雄   | 平成16年4月1日 ～平成18年3月31日   | 群馬県立高崎北高等学校長           | 退職                       |         |
| 第28代 | 松尾明朗     | 平成18年4月1日 ～平成20年3月31日   | 群馬県立太田東高等学校長           | 退職                       | 高21卒  |
| 第29代 | 鈴木優       | 平成20年4月1日 ～平成22年3月31日   | 群馬県立大間々高等学校長           | 退職                       |         |
| 第30代 | 飯塚光       | 平成22年4月1日 ～平成24年3月31日   | 群馬県立富岡高等学校長             | 退職                       |         |
| 第31代 | 佐藤功       | 平成24年4月1日 ～平成26年3月31日   | 群馬県立桐生女子高等学校長         | 群馬県立高崎高等学校長     |         |
| 第32代 | 高瀬昇       | 平成26年4月1日 ～平成29年3月31日   | 群馬県総合教育センター副所長       | 退職                       |         |
| 第33代 | 塚越貴之     | 平成29年4月1日 ～平成31年3月31日   | 太田市立太田高等学校長             | 退職                       | 高32卒  |
| 第34代 | 高橋博       | 平成31年4月1日 ～令和3年3月31日    | 群馬県立館林女子高等学校長         | 退職                       | 高34卒  |
| 第35代 | 丸橋覚       | 令和3年4月1日 ～令和5年3月31日     | 群馬県立高崎北高等学校長           | 群馬県立高崎女子高等学校長 |         |
| 第36代 | 新部雅之     | 令和5年4月1日 ～令和7年3月31日     | 高崎市立高崎経済大学附属高等学校長 | 役職定年                   |         |
| 第37代 | 渡辺昭彦     | 令和7年4月1日～                    | 群馬県立伊勢崎清明高等学校長       |                            | 高44卒  |

## 著名な教員
- 梶和三郎 - 教頭（灘中学校・高等学校第3代校長）

## 著名な出身者

### 政治
- 飯島祐之 - 衆議院議員、つゝじ観光バス社長
- 岡部周治 - 衆議院議員
- 小川省吾 - 衆議院議員
- 柿沼正明 - 衆議院議員
- 須永好（中退）- 衆議院議員、農民運動家
- 長谷川嘉一 - 衆議院議員
- 福井盛太 - 衆議院議員、検事総長
- 大屋晋三 - 参議院議員、商工大臣、運輸大臣、帝人社長。前橋中学校から太田中学校邑楽分校に転校。
- 境野清雄 - 参議院議員
- 大澤正明 - 群馬県知事（公選第17・18・19代）、第80代群馬県議会議長
- 清水聖義 - 太田市長、群馬県議会議員
- 戸澤久夫 - 太田市長、群馬県議会議員
- 斉藤直身 - 大泉町長
- 後藤克己 - 群馬県議会議員
- 田島國彦 - 国会議員政策担当秘書
- 吉田悦章 - ウズベキスタン情報通信省副大臣、同志社大学教授

### 経済
- 小山五郎 - 三井住友銀行名誉顧問、元三井銀行社長
- 殿岡利男 - 元アキレス社長・会長
- 秋草篤二 - 元日本電信電話公社総裁
- 吉野照蔵 - 清水建設社長、日本建設業連合会会長
- 石原信雄 - 財団法人地方自治研究機構理事長。元内閣官房副長官
- 谷津龍太郎 - 元環境事務次官、中間貯蔵・環境安全事業株式会社代表取締役副社長
- 佐川友彦 - 篤農家、ファームサイド株式会社創設者
- 佐藤宗司 - フィリップスライティング株式会社元代表取締役会長
- 渡邊一正 - 群馬銀行元会長

### 学術・研究
- 内山喜久雄 - 臨床心理学者、筑波大学名誉教授、日本学術会議会員
- 田島壮幸 - 経営学者、一橋大学名誉教授、日本経営学会理事長
- 斎藤功 - 地理学者、筑波大学名誉教授、元日本地理学会会長
- 宮澤淳一 - 音楽評論家、青山学院大学教授
- 若林宏宗 - 高校教諭・校長、太田情報商科専門学校校長、大学講師
- 橋本萬太郎 - 言語学者、東京外国語大学アジア・アフリカ言語文化研究所教授
- 懸川武史 - 教育学者、群馬大学名誉教授
- 田村紀雄 - 社会学者、東京大学名誉教授
- 江沢洋 - 物理学者、学習院大学名誉教授。当校在学中に東京都立両国高等学校に転校
- 大島正光 - 医学者、東京大学名誉教授
- 茂木創 - 経済学者、拓殖大学国際学部教授

### 芸能
- 岸部清 - ザ・ドリフターズ初代リーダー
- 立川談四楼 - 落語家（立川流落語会真打）、作家
- 長克巳 - 声優

### スポーツ
- 稲村雅士 - 中退、元競輪選手
- 室田淳 - プロゴルファー
- 一木立一 - サッカー選手(ザスパクサツ群馬所属)
- 金井健雄 - ラグビー選手

### マスコミ
- 尾関憲一 - NHKチーフプロデューサー
- 吉田学 - 群馬テレビ営業部社員、元同社アナウンサー兼報道記者

### その他
- 川岸文三郎 - 陸軍中将
- 野口省己 - 陸軍少佐、陸上自衛隊陸将補、野口健の祖父
- 板橋明治 - 農民運動家、足尾鉱毒事件における加害者決定（1974）を達成、日本公害の原点を確立
- 笹沢美明 - 詩人、新即物主義の先駆者
- 久保田博南 - サイエンスライター、医療機器開発コンサルタント
- こうちゃん - YouTuber、元QuizKnockライター、クイズプレイヤー

## 関連校
- 群馬県立前橋高等学校 - 分校時代の本校に当たる
- 群馬県立館林高等学校 - 旧制中学時代の邑楽分校にあたる。
- 栃木県立足利高等学校[旧] - 対抗戦を行っていた